# Chery Arrizo 8
Chery Arrizo 8 — среднеразмерный седан, выпускаемый с 2022 года китайской компанией Chery Automobile, флагманский седан компании.

## История
Модель была анонсирована в апреле 2022 года, представлена в июле 2022 года. Arrizo 8 позиционируется как флагманский седан компании, сместив модель Chery Arrizo 5 Plus.
На домашний рынок Китая модель вышла в сентябре 2022 года, стоимость от 105 900 до 128 900 юаней.

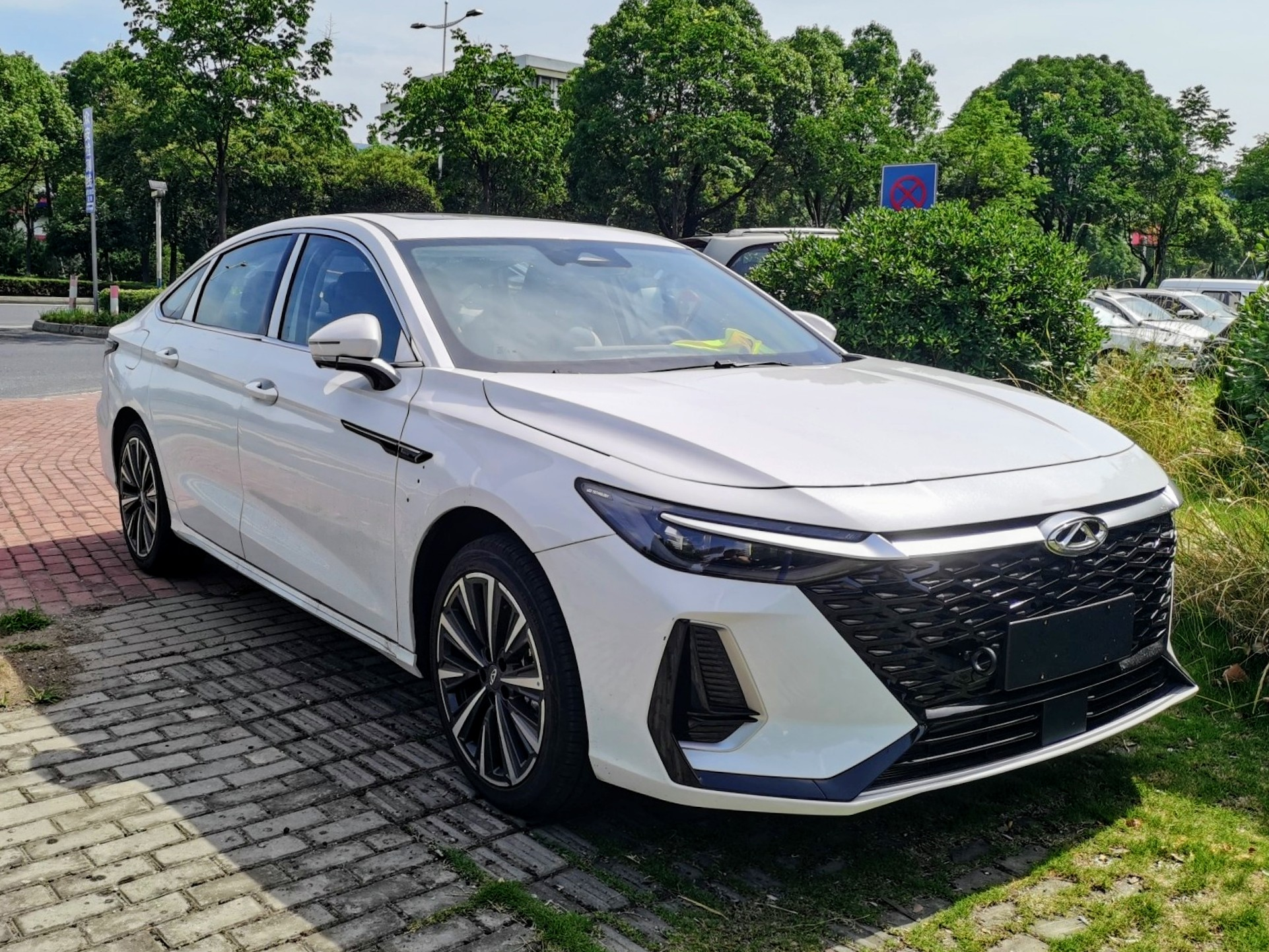
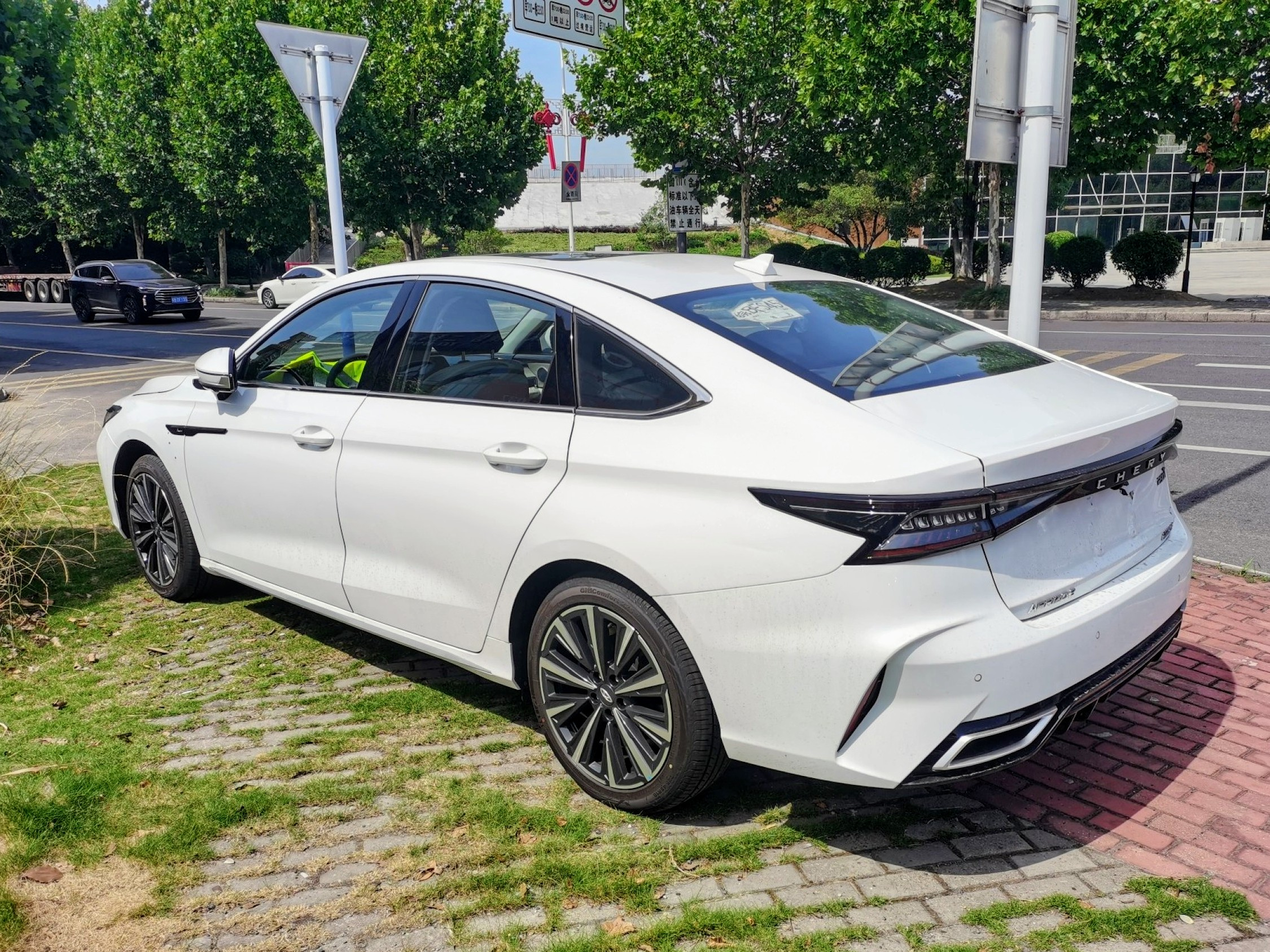
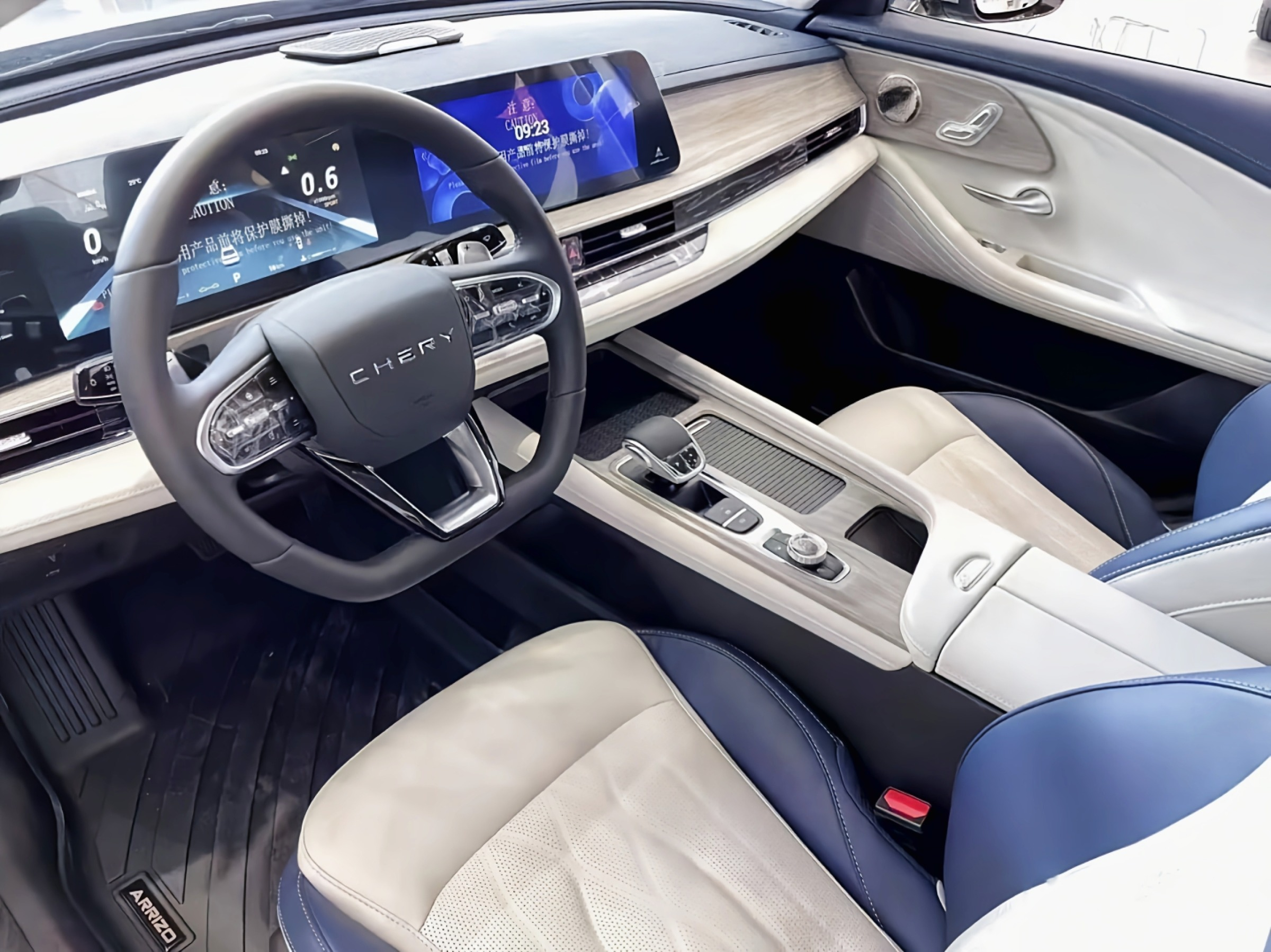

## Технические характеристики
Габариты: длина- 4780 мм, ширина — 1843 мм, высота — 1469 мм, колёсная база — 2790 мм.
Подвеска — спереди стойки McPherson, сзади — многорычажная подвеска.
Устанавливается только турбомотор 1.6 TGDI объёмом 1,6 литра мощностью 186 л. с., разработанный Chery совместно с австрийской компанией AVL.
В будущем ожидается расширение линейки двигателей: 2,0-литровый с турбонаддувом мощностью 250 л. с. и «гибридная» версия.
Коробка передач — 7-ступенчатый преселективный «робот» с двойным сцеплением.
Привод — только передний.

## В России

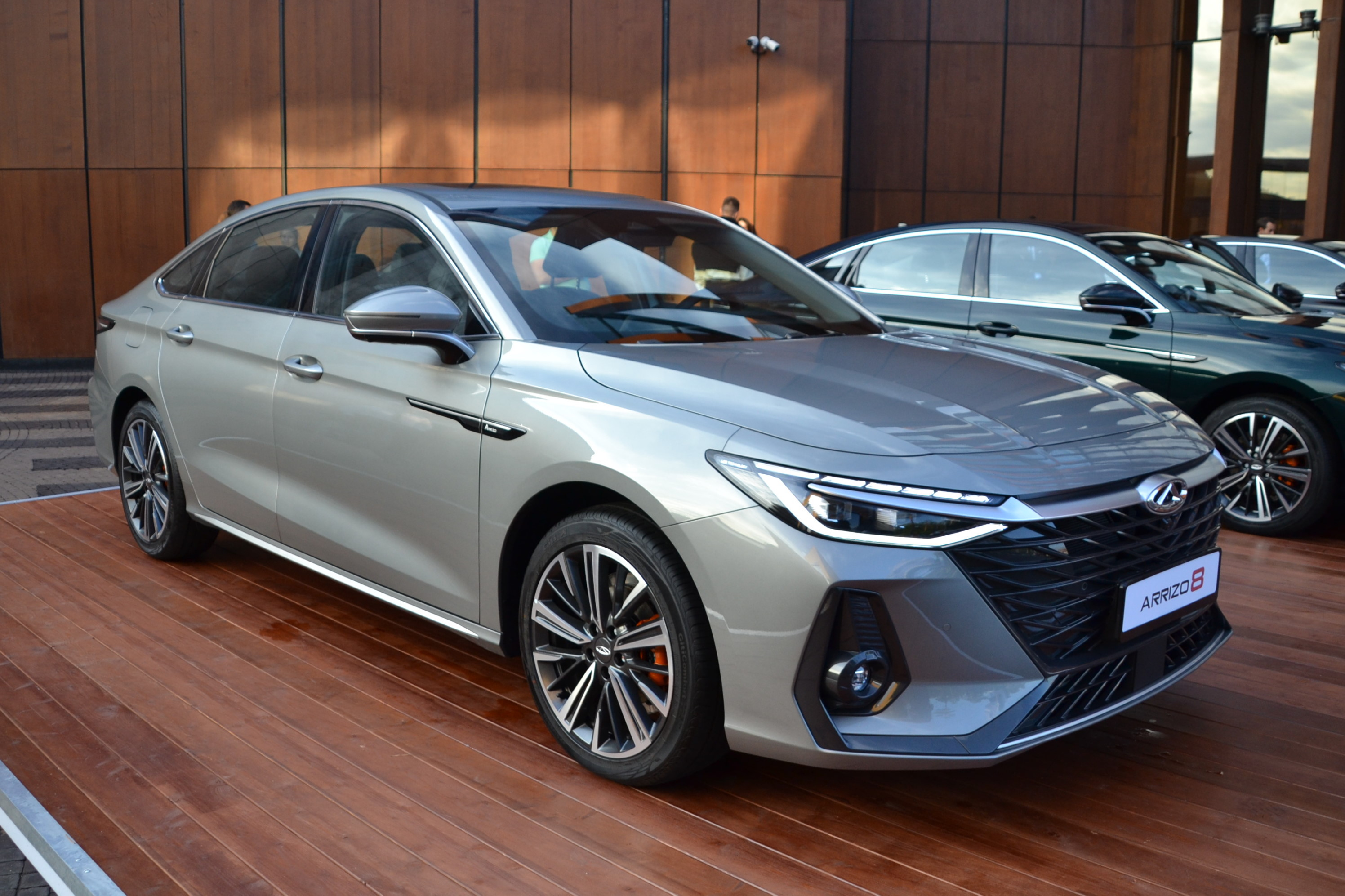
Седан Chery Arrizo 8 для России

В России продажи начались в июне 2023 года, причём в отличие от младшего седана Chery Arrizo 5 Plus, продаваемого под названием Omoda S5, модель продаётся под исходными маркой и названием. 
На российском рынке Chery Arrizo 8 продаётся в комплектациях: Active, Prime, Ultra Black и Ultra.   
По мнению журнала «Авторевю» предполагается, что модель займет сегмент, из которого ушли Toyota Camry и Kia K5, хотя китайский седан немного компактнее.

## Награды
Лучший автомобиль 2023 года в Бизнес классе. Россия